# Discuz!
Discuz! ist eine Forensoftware, die von Comsenz Technology Ltd. entwickelt wird. Der Quellcode basiert auf PHP, es unterstützt die Datenbanken MySQL und PostgreSQL. Discuz! ist für Privatanwender kostenlos. Eine Lizenz, die dem Besitzer die kommerzielle Nutzung erlaubt, kostet etwa 3000 RMB. Discuz! ist überaus populär in der Volksrepublik China, dort vor allem in Hongkong; da die Software offiziell nur in chinesischer Sprache verfügbar ist, ist sie in anderssprachigen Ländern weniger bekannt. Die Arbeiten an einer englischen Version wurden vom Hersteller aus finanziellen Gründen eingestellt, es existieren allerdings inoffizielle Übersetzungen.
Discuz! basiert auf dem in Asien sehr populären XMB.
Mit der Version 6.1.0 ist das Forum nun von einer bestehenden UCenter-Installation abhängig, welche als Schnittstelle für alle Comsenz-Produkte dient. Dabei wird unter anderem die Benutzerverwaltung vereinheitlicht, sodass Informationen wie z. B. Private Nachrichten und Avatare in anderen Projekten verwendet werden können.
Eine andere Neuerung ist die Integration des chinesischen Marketing-Dienstleisters Insenz.
Im August 2010 wurde Comsenz Technology Ltd. von Tencent aufgekauft, die seitdem die Software weiterentwickeln.